# Soraya Kohlmann
Soraya Kohlmann (* 8. Juli 1998 in Leipzig) ist die Miss Germany 2017.

## Leben
Kohlmann ist in Leipzig geboren und aufgewachsen, 2016 qualifizierte sie sich als „Miss Leipzig“ für die Wahl der „Miss Sachsen“, die sie im November 2016 gewann. Am 18. Februar 2017 siegte sie im Europa-Park Rust bei der Wahl zur „Miss Germany“ gegen 20 Konkurrentinnen.
Zum Zeitpunkt ihrer Wahl war Kohlmann noch Schülerin der Max-Klinger-Schule. Vier Monate später absolvierte sie das Abitur. Entgegen der geäußerten Absicht, Betriebswirtschaftslehre zu studieren, machte sie sich jedoch 2019 in der Kosmetikbranche selbstständig.
Am 2. Juli 2022 wurde Kohlmann zur Miss Universe Germany 2022 gewählt. Sie vertrat zudem Deutschland bei der Wahl zur Miss Universe 2022.